# Ксаверинув (Люблінське воєводство)
Ксаверинув (пол. Ksawerynów) — село в Польщі, у гміні Воля-Мисловська Луківського повіту Люблінського воєводства.
Населення — 141 особа (2011).
У 1975-1998 роках село належало до Седлецького воєводства.

## Демографія
Демографічна структура станом на 31 березня 2011 року:
|          | Загалом | Допрацездатний вік | Працездатний вік | Постпрацездатний вік |
| -------- | ------- | ------------------ | ---------------- | -------------------- |
| Чоловіки | 71      | 17                 | 42               | 12                   |
| Жінки    | 70      | 10                 | 37               | 23                   |
| Разом    | 141     | 27                 | 79               | 35                   |